# 浦添市立浦添中学校
浦添市立浦添中学校（うらそえしりつ うらそえちゅうがっこう）は、沖縄県浦添市仲間二丁目にある公立中学校。略称は「浦中」。浦添市内で最も古い中学校である。
近年、老朽化のため校舎を建て直した。

## 教育方針

### 教育目標
- 心身共に健康な生徒
- 自らよく考えて学ぶ生徒
- 明るく思いやりのある生徒
- すすんで働き、ねばり強く頑張る生徒

### 重点目標
- 基礎学力の向上
- 進路指導の充実
- 社会性を培う生徒指導の充実
- 生徒の安全確保

### 研究テーマ
- 各教科における基礎的・基本的定着を図る実践

## 学校行事
文化祭、体育祭が1年ごとにローテーションで行われる。

## 部活動
体育系
- 野球部
- サッカー部
- バレーボール部（女）
- バスケットボール部（男・女）
- ハンドボール部（男・女）
- 卓球部（男・女）
- ソフトテニス部
- 硬式テニス部（男・女）
- 剣道部（男・女）
- 水泳同好会
- ハンドボール部（男・女）

文化系
- 吹奏楽部
- 美術部

## 通学
自転車での通学は認められていない。

### 路線バス
浦添小学校前バス停
- 56番・浦添線　（琉球バス交通）

## 著名な出身者
- 内間康平（自転車競技選手）
- 又吉亮文（プロ野球選手）
- 又吉克樹（プロ野球選手）
- 與座海人（プロ野球選手）
- 島井寛仁（プロ野球選手）
- 友利結（プロ野球選手）
- 城間瑠正（大相撲力士）